# Basma bint Talal
Basma bint Talal (in arabo بسمة بنت طلال‎?; Amman, 11 maggio 1951) è una principessa giordana.
Dalla fine degli anni '70 è attiva nello sviluppo umano in Giordania, oltre che nell'emancipazione femminile e giovanile.

## Biografia

### Educazione

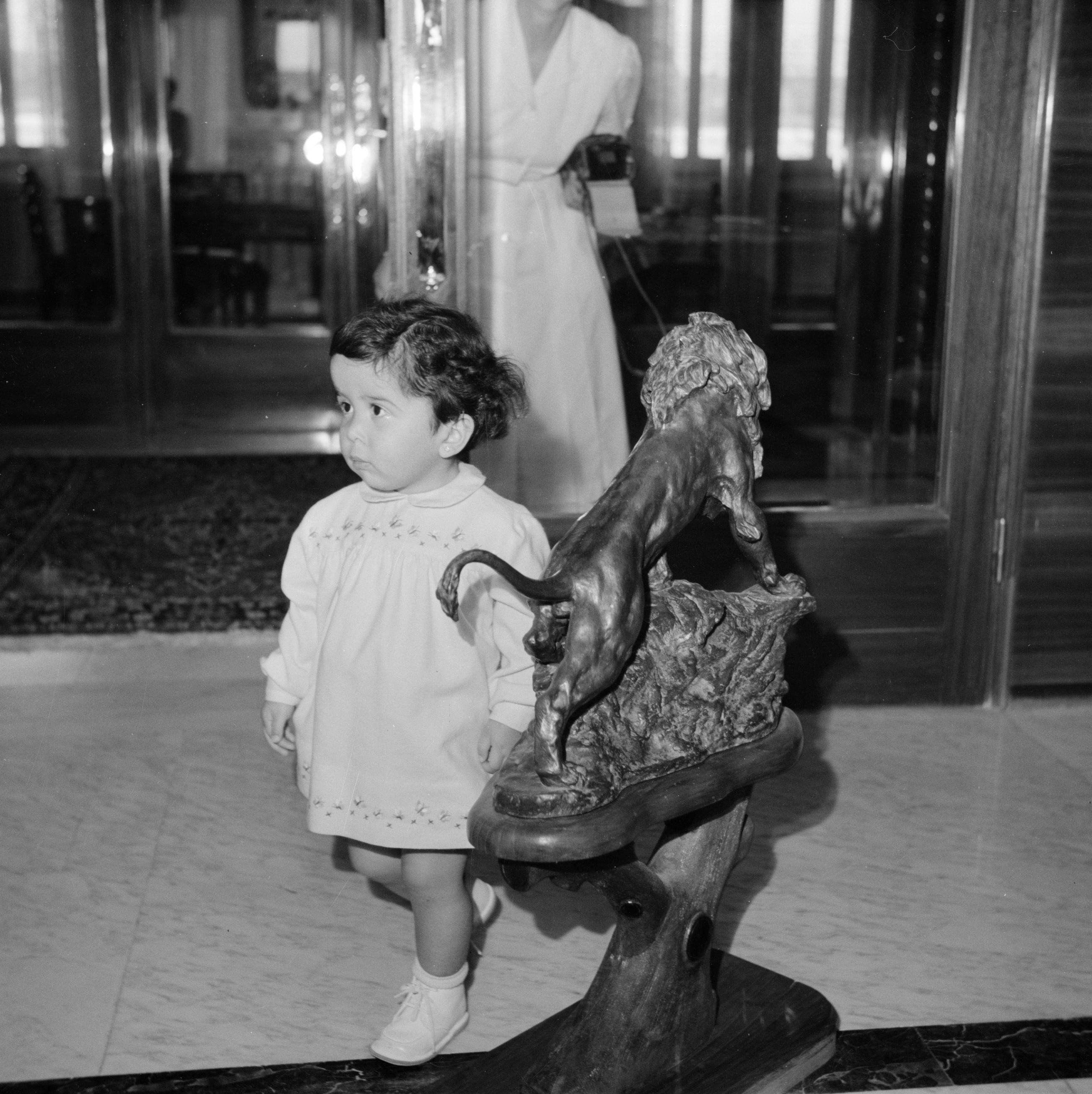
La principessa Basma fotografata da Willem van de Poll ad Amman, 1953

La principessa Basma è nata nel 1951, unica figlia femmina sopravvissuta di Talal, che ascese al trono due mesi dopo la sua nascita, e di Zein al-Sharaf.
Frequentò la scuola primaria alla Ahliyyah School di Amman e proseguì gli studi secondari alla Benenden School in Inghilterra. Sin da bambina frequentò il movimento del guidismo e alla fine degli anni '60 capeggiò la parata del primo Festival dei Ragazzi Scout e delle Ragazze Guide della Giordania. Si specializzò in lingue presso il Pembroke College dell'Università di Oxford. Padroneggia in modo fluente l'arabo e l'inglese, parla il francese e ha studiato lo spagnolo.
Nel 2001 ottenne nello stesso ateneo un dottorato di ricerca, con la tesi Contextualising development in Jordan: the arena of donors, state and NGOs, in cui analizzò il processo di sviluppo della Giordania sulla base di fattori economici e politici.

### Matrimoni
Il 2 aprile 1970 sposò ad Amman il colonnello Timoor Daghistani, da cui divorziò nel 1980. Nello stesso anno, il 14 aprile, sposò il sayyid Walid al-Kurdi.
Il 2 gennaio 2013 fu emesso un mandato d'arresto per Walid al-Kurdi, a causa del suo presunto coinvolgimento in una truffa multi-milionaria. L'ANSA riferì che lasciò il paese per rifugiarsi in Regno Unito.

### Attività

#### In Giordania

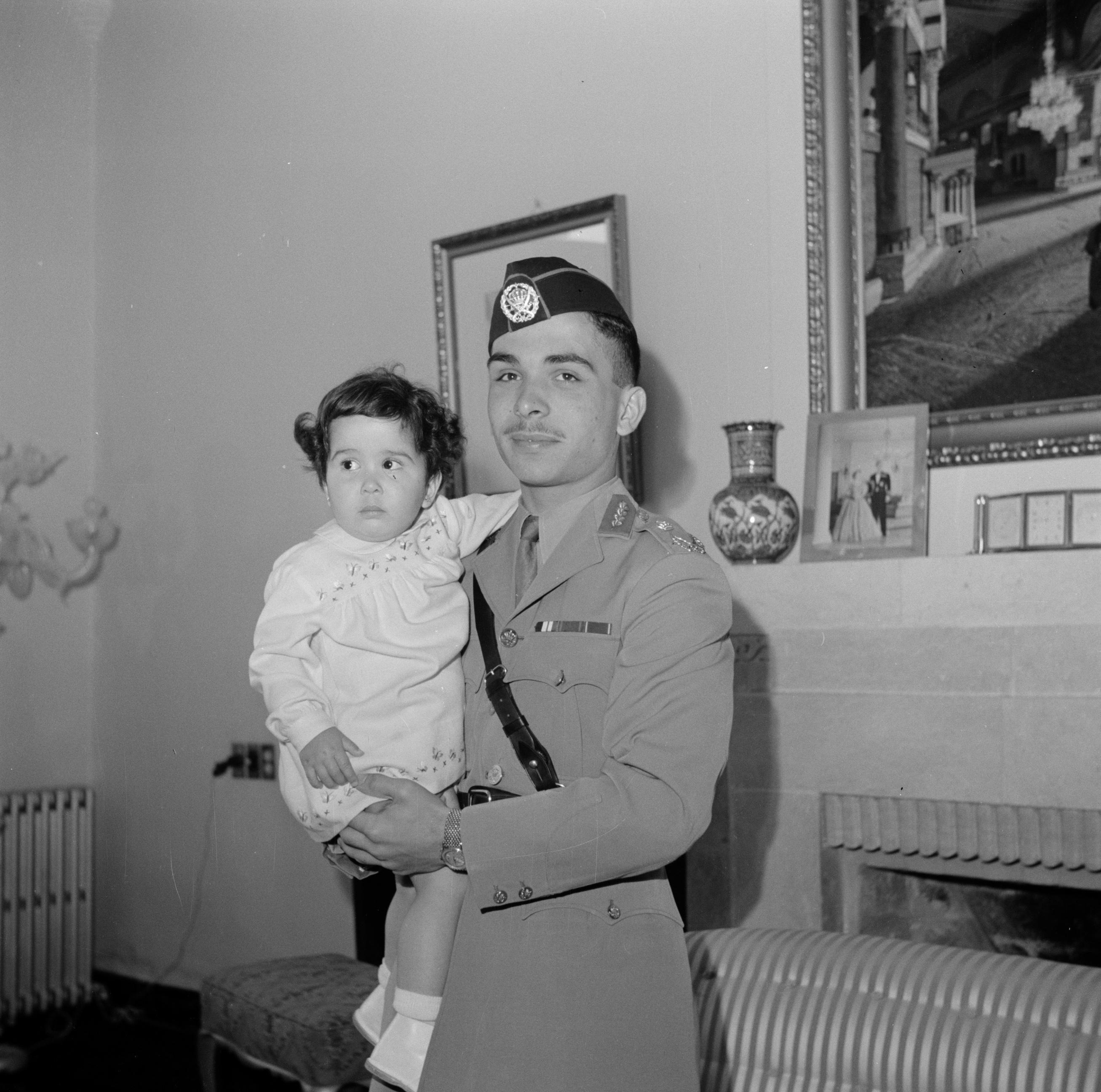
Basma in braccio al fratello Husayn

Nel 1974 patrocinò la fondazione di Save the Children Jordan. Nel 1977 creò su richiesta del re Husayn il Queen Alia Social Welfare Fund, oggi noto come Jordanian Hashemite Fund for Human Development (JOHUD; presieduto da Basma stessa), e inaugurò l'Al Rajaa School, l'unico istituto giordano d'istruzione secondaria specializzato per i non udenti.
Nel 1988 propose al governo la creazione della Commissione Nazionale Giordana per la Popolazione (JNPC), di cui portò avanti una riorganizzazione nel 1994 per poi lanciare la prima Strategia Nazionale per la Popolazione della Giordania (1996). Nel 1989 assunse la presidenza dell'Associazione Giordana dei Ragazzi Scout e delle Ragazze Guide (JABSGG) e nel 1991 inaugurò la Campagna Nazionale di Buona Volontà per le famiglie in condizioni di povertà.
Nel 1992 avviò la formazione della Commissione Nazionale Giordana per le Donne (JNCW), di cui divenne presidentessa. In tale ruolo lavorò alla preparazione della Strategia Nazionale Giordana per le Donne (1993) e capeggiò la delegazione giordana alla Conferenza mondiale sulle donne a Pechino (1995). Nel 1994 istituì il Queen Zein Al Sharaf Institute for Development (ZENID), un ente educativo finalizzato allo sviluppo e alla ricerca nella regione araba, e divenne patrona dell'ente benefico per ragazzi svantaggiati Mabarrat Um al Hussein, su richiesta di suo fratello il re.
Patrocina la Queen Alia Competition for Social Responsability, un concorso attivo dal 1995 nel migliorare l'atteggiamento sociale verso le persone con bisogni speciali. Nel dicembre dello stesso anno fondò il Forum Nazionale Giordano per le Donne (JNFW), per incrementare la partecipazione delle donne ai processi decisionali. Nel 1996 lanciò il progetto ceramico Beit Al Bawadi, che ha generato fondi da investire in progetti di sviluppo, e nel 1999 accettò la presidenza onoraria della Federazione Generale delle Donne Giordane (GFJW).
Nel 2002 stabilì il Princess Basma Youth Resource Centre (PBYRC), al fine di porre i giovani tra i 10 e i 24 anni al centro dello sviluppo nazionale, e a dicembre il JNPC fu ribattezzato in Higher Population Council (HPC). Nel 2004, sotto la sua guida, venne fondata l'Alleanza Nazionale Contro la Fame e la Malnutrizione (Najmah). Nel luglio 2008 diede vita alla stazione radiofonica Farah Al Nas, per offrire uno strumento di dialogo tra i giovani e le comunità locali.

#### Impegno internazionale
Nel 1993 fu nominata Ambasciatrice Onoraria per lo Sviluppo Umano dall'UNDP e nel 1996 Ambasciatrice di Buona Volontà dell'UNIFEM. Nel 1996 entrò nell'Earth Council, un'ONG che si occupa di garantire l'applicazione dei risultati della Conferenza di Rio. Nel 1997 entrò nella Earth Charter Commission su invito di Maurice Strong e di Michail Gorbačëv, per partecipare alla stesura della Carta della Terra.
Nel 2000 prese parte presso la sede dell'UNESCO alle riunioni che portarono all'approvazione della Carta della Terra e della sua campagna internazionale di sensibilizzazione. Nel dicembre 2001 ricevette l'incarico di Ambasciatrice di Buona Volontà del Fondo delle Nazioni Unite per la popolazione. Nel 2011 fece parte della giuria che selezionò i dieci finalisti dell'iniziativa "A Logo for Human Rights".

## Cariche
- Membro del Gruppo Consultivo Scientifico e Tecnico del Programma per la Salute degli Adolescenti (1991-1993);[28]
- Membro del Comitato Consultivo dell'Amministratore del Programma delle Nazioni Unite per lo sviluppo (1993-1994);[4]
- Membro della Commissione Globale sulla Salute delle Donne dell'Organizzazione mondiale della sanità (1994);[28]
- Membro del Consiglio Consultivo del Segretario Generale delle Nazioni Unite sullo Sviluppo Sostenibile (1995-1998);[4]
- Membro del Comitato Direttivo per la Cultura e lo Sviluppo dell'UNESCO (1996-1997);[28]
- Membro del Consiglio di Amministrazione del Population Council (1996-2006);[28]
- Membro del Gruppo Internazionale dell'UNESCO sulla Democrazia e lo Sviluppo (1998);[29]
- Membro del Consiglio Onorario della Green Cross International (1998);[29]
- Membro del Comitato Scientifico UNESCO per il Rapporto sulla Cultura Mondiale (1998-2000);[28]
- Membro del Consiglio della Facoltà di Studi Universitari dell'Università di Giordania (2000);[4]
- Membro del Consiglio Consultivo Internazionale dell'International Council on Social Welfare (2001);[4]
- Membro della Giuria Internazionale dell'UNESCO "Capolavori del Patrimonio Orale e Immateriale dell'Umanità" (2001-2005);[28]
- Membro della Giuria per l'Equator Initiative (2002);[29]
- Membro del Consiglio dell'Università per la Pace (2003-2012);[28]
- Ambasciatrice di Consapevolezza per la World Young Women′s Christian Association (2006);[29]
- Membro del Consiglio Consultivo del Center for the Advanced Study of the Arab World (2007);[29]
- Inviata Speciale presso l'Organizzazione internazionale per le migrazioni (2012);[29]
- Presidentessa del Fondo Hascemita Giordano per lo Sviluppo Umano (JOHUD);[30]
- Presidentessa della Commissione Nazionale Giordana per le Donne (JNCW);[30]
- Presidentessa del Forum Nazionale Giordano le Donne (JNFW);[30]
- Presidentessa Onoraria della Federazione Generale delle Donne Giordane (GFJW);[30]
- Presidentessa Onoraria dall'Associazione Giordana per la Pianificazione e la Protezione Famigliare;[10]
- Presidentessa Onoraria del The Inner Wheel Club;[29]
- Presidentessa dell'Arab Association for Women and Development (AWAD).[4]

## Discendenza
Basma bint Talal e il primo marito Timoor Daghistani ebbero una figlia e un figlio:
- Farah (Amman 25 marzo 1971), sposò nel 2004 Saud bin Abdul Aziz Suleiman:
  - Fatima al Zahra (11 ottobre 2005);
  - Zein al Sharaf (5 ottobre 2007);
  - Abdulaziz (18 giugno 2010).
- Ghazi (Amman, 21 luglio 1974), sposò nel 2006 Samanta Mahdi Saifi:
  - Aysha (1⁰ giugno 2007);
  - Iman (22 febbraio 2009).

Con il secondo marito Walid al-Kurdi ebbe un figlio e una figlia:
- Sa'ad (Amman, 8 novembre 1982), sposò nel 2016 Zeena Zahawai:[31]
  - Basma (17 giugno 2017);
  - Haya (13 agosto 2019).
- Zein al Sharaf (Amman, 1⁰ giugno 1986), sposò nel 2018 James Karim Thomas:[32]
  - Alia (14 ottobre 2021).

## Titoli e trattamento
- 11 maggio 1951 - attuale: Sua Altezza Reale, la principessa Basma di Giordania

## Ascendenza
|                          |              |                                 | Genitori                        |  |  | Nonni |  |  | Bisnonni          |  |  | Trisnonni              |  |
|                          |              |                                 |                                 |  |  |       |  |  | al-Husayn ibn Ali |  |  | Ali Pasha bin Muhammad |  |
|                          |              |                                 |                                 |  |  |       |  |  | al-Husayn ibn Ali |  |  | Ali Pasha bin Muhammad |  |
|                          |              | Salha bint Gharam al-Shahar     |                                 |  |  |       |  |  | al-Husayn ibn Ali |  |  |                        |  |
| Abd Allah I di Giordania |              |                                 |                                 |  |  |       |  |  | al-Husayn ibn Ali |  |  |                        |  |
|                          |              | Abdiyya bint Abd Allah          | Abdullah Kamil Pasha            |  |  |       |  |  |                   |  |  |                        |  |
|                          |              | Abdiyya bint Abd Allah          | Abdullah Kamil Pasha            |  |  |       |  |  |                   |  |  |                        |  |
|                          |              | Abdiyya bint Abd Allah          | ...                             |  |  |       |  |  |                   |  |  |                        |  |
| Talal di Giordania       |              | Abdiyya bint Abd Allah          |                                 |  |  |       |  |  |                   |  |  |                        |  |
|                          |              | Nasser Pasha                    | Ali bin Mohammed bin Abdul Moin |  |  |       |  |  |                   |  |  |                        |  |
|                          |              | Nasser Pasha                    | Ali bin Mohammed bin Abdul Moin |  |  |       |  |  |                   |  |  |                        |  |
|                          |              | Nasser Pasha                    | ...                             |  |  |       |  |  |                   |  |  |                        |  |
| Musbah bint Nasser       |              | Nasser Pasha                    |                                 |  |  |       |  |  |                   |  |  |                        |  |
|                          |              | Dilber Khanum                   | ...                             |  |  |       |  |  |                   |  |  |                        |  |
|                          |              | Dilber Khanum                   | ...                             |  |  |       |  |  |                   |  |  |                        |  |
|                          |              | Dilber Khanum                   | ...                             |  |  |       |  |  |                   |  |  |                        |  |
| Basma bint Talal         |              | Dilber Khanum                   |                                 |  |  |       |  |  |                   |  |  |                        |  |
|                          | Nasser Pasha | Ali bin Mohammed bin Abdul Moin |                                 |  |  |       |  |  |                   |  |  |                        |  |
|                          | Nasser Pasha | Ali bin Mohammed bin Abdul Moin |                                 |  |  |       |  |  |                   |  |  |                        |  |
|                          | Nasser Pasha | ...                             |                                 |  |  |       |  |  |                   |  |  |                        |  |
| Jamil 'Ali bin           | Nasser Pasha |                                 |                                 |  |  |       |  |  |                   |  |  |                        |  |
|                          |              | Dilber Khanum                   | ...                             |  |  |       |  |  |                   |  |  |                        |  |
|                          |              | Dilber Khanum                   | ...                             |  |  |       |  |  |                   |  |  |                        |  |
|                          |              | Dilber Khanum                   | ...                             |  |  |       |  |  |                   |  |  |                        |  |
| Zein al-Sharaf Talal     |              | Dilber Khanum                   |                                 |  |  |       |  |  |                   |  |  |                        |  |
|                          |              | Shakir Pascia                   | ...                             |  |  |       |  |  |                   |  |  |                        |  |
|                          |              | Shakir Pascia                   | ...                             |  |  |       |  |  |                   |  |  |                        |  |
|                          |              | Shakir Pascia                   | ...                             |  |  |       |  |  |                   |  |  |                        |  |
| Wijdan Shakir Pasha      |              | Shakir Pascia                   |                                 |  |  |       |  |  |                   |  |  |                        |  |
|                          |              | ...                             | ...                             |  |  |       |  |  |                   |  |  |                        |  |
|                          |              | ...                             | ...                             |  |  |       |  |  |                   |  |  |                        |  |
|                          |              | ...                             | ...                             |  |  |       |  |  |                   |  |  |                        |  |
|                          |              | ...                             |                                 |  |  |       |  |  |                   |  |  |                        |  |

## Onorificenze

### Onorificenze accademiche
- Honorary Fellow del Pembroke College (dicembre 1994);[36]
- Honorary Fellow del Royal College of Physicians di Edimburgo (aprile 2012).[36]

### Altri riconoscimenti
- Arab Woman of the Year dall'Arab Regional Preparatory Meeting della 4ª Conferenza mondiale sulle donne (1995);[36]
- UNESCO 50 Years Commemorative Medal (marzo 2000);[36]
- Dr. Naito International Childcare Award (giugno 2001);[36]
- Honorary Person per l'Anno Internazionale dei Volontari in Giordania (2001);[36]
- WAGGGS World Citizenship Award (giugno 2005).[36]